# Mare delle Baleari
Il mare delle Baleari o mare Iberico o mare Balearico (in catalano e in spagnolo mar Balear, mar Ibérico o mar Baleárico) è uno dei mari in cui è suddiviso convenzionalmente il Mediterraneo nei pressi delle Isole Baleari.  Il fiume Ebro sfocia in questo piccolo mare. Assieme al Mare di Alboran costituisce il Mediterraneo occidentale.

## Estensione

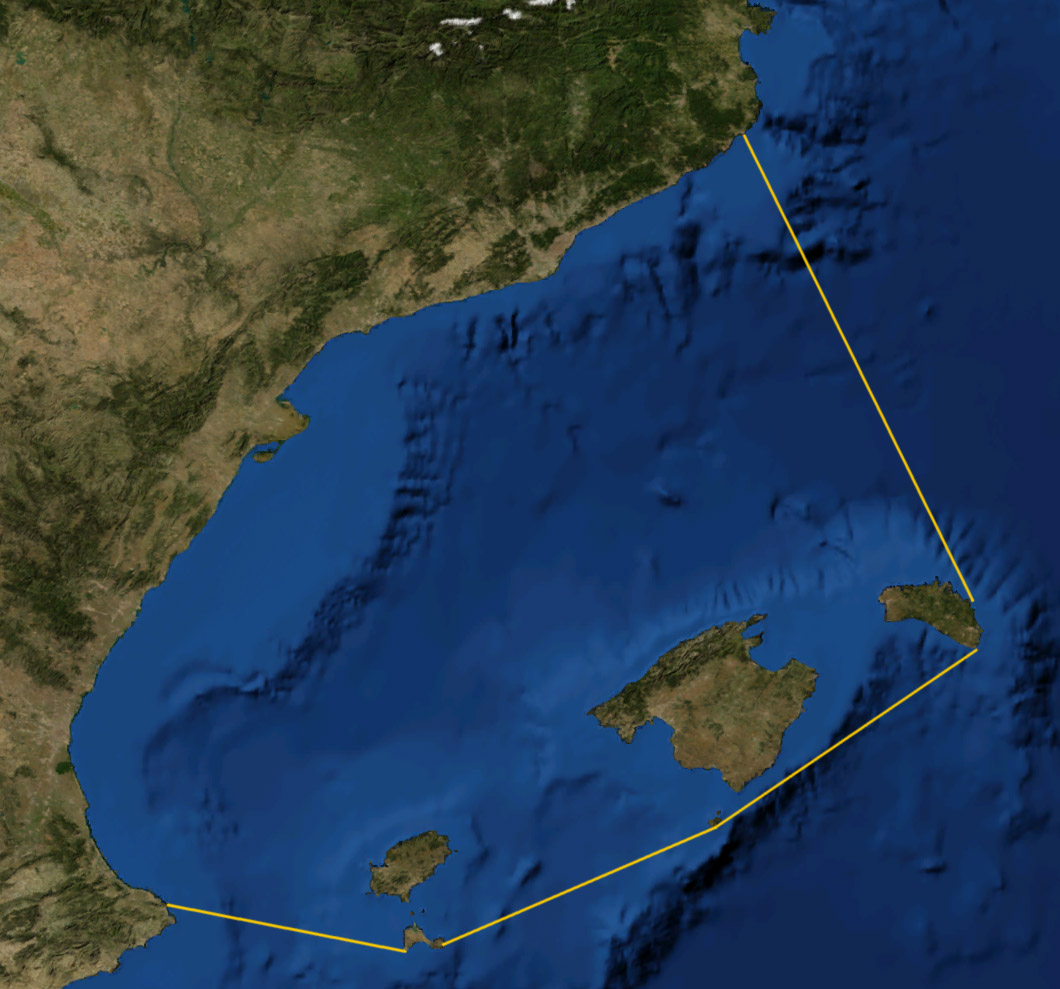
Immagine satellitare del Mare delle Baleari con i limiti del Mare delle Baleari.

A differenza di quanto possa fare intuire il nome, il mare è un vasto bacino che si estende dal litorale della Francia meridionale fino alle coste centrali dell'Algeria e a gran parte della costa orientale della Spagna.
Una linea immaginaria segna il limite orientale del Mare delle Baleari, congiungendo lungo l'asse nord/sud la penisola di Giens, in Francia, alle prime propaggini occidentali del promontorio di Beni Belaid, in Algeria: oltre il limite orientale, il mare si inoltra, da nord verso sud, nel Mare di Corsica, nel Mare di Sardegna e nel canale di Sardegna. Un'altra linea immaginaria lungo l'asse nord/sud segna invece il limite occidentale congiungendo Cabo de la Nao presso Jávea, in Spagna, alla fascia costiera algerina ad est di Mostaganem: oltre il limite occidentale, il Mare delle Baleari si inoltra nel Mare di Alborán.
Inoltre, vista la vastità del bacino, vi è stata un'ulteriore suddivisione convenzionale, utile soprattutto per l'emissione dei bollettini meteorologici sullo stato del tempo, del vento e del mare. Viene infatti denominato Mare Nord Baleari il tratto di mare che si estende a nord della linea immaginaria passante lungo l'asse ovest/est che collega Valencia fino alla linea che segna il limite orientale, includendo quasi l'intera isola di Minorca e la parte più settentrionale di Maiorca, oltre alla vasta insenatura naturale del golfo del Leone. A sud di questa linea immaginaria, vi è la denominazione di Mare Sud Baleari, che include le intere isole di Ibiza e Formentera, oltre a gran parte dell'isola di Maiorca e all'isola di Cabrera.

## Limiti
L'International Hydrographic Organization definisce i limiti del Mare delle Baleari come segue:
- A sudovest, da una linea da Cabo de San Antonio, Spagna (38°50′N 0°12′E) a Cabo Berberia, l'estremo sud-ovest di Formentera (isole Baleari).
- A sudest, dalla costa sud di Formentera, quindi da una linea da Punta Rotja, la sua estremità orientale, all'estremo sud delle isole di Cabrera (39°07′N 2°54′E) e del Aire, al largo dell'estremità meridionale di Minorca.
- A nordest, dalla costa orientale di Minorca fino a Cap de Favàritx (40°00′N 4°14′E) quindi da una linea che arriva fino a Cabo San Sebastián (Spagna) (41°54′N 3°10′E).»